# Dodecandria

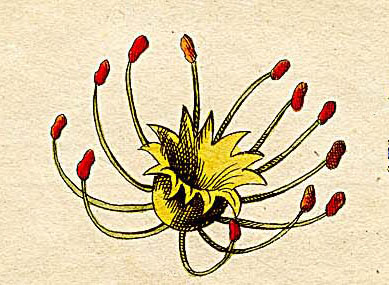
Dodecandria

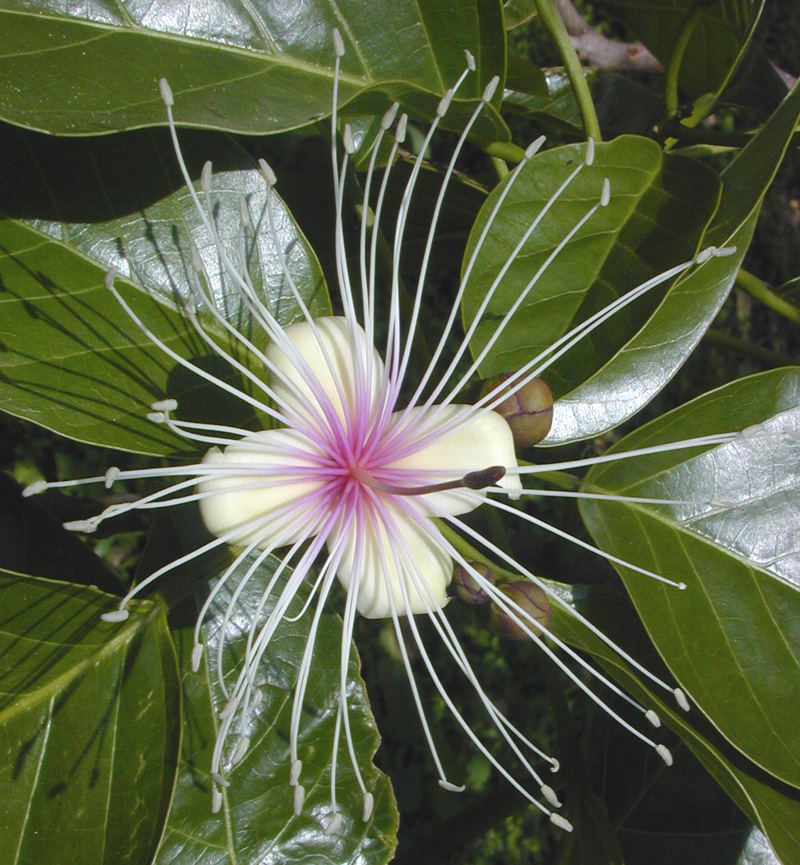
Crateva.

Em botânica, dodecandria  é uma classe de plantas segundo o sistema de Linné.  Apresentam flores hermafroditas com doze a dezenove estames livres e iguais.
As ordens e os gêneros que constituem esta classe são:
Ordem 1. Monogynia (com um pistilo)
Gêneros: Asarum, Gethyllis, Rhizophora, Samyda, Garcinia, Styrax, Crateva, Triumfetta, Peganum, Portulaca, Lythrum
Ordem 2. Digynia (com dois pistilos)
Gêneros: Heliocarpus, Agrimonia
Ordem 3. Trigynia (com três pistilos)
Gêneros: Reseda, Euphorbia
Ordem 4. Pentagynia (com cinco pistilos) 
Gêneros: Glinus
Ordem 5. Polygynia
Gêneros: Sempervivum